# بوب غودت
بوب غودت (بالإنجليزية: Bob Gaudet)‏ هو لاعب هوكي الجليد أمريكي، ولد في 1959 في Saugus, Massachusetts ‏ في الولايات المتحدة.

## وصلات خارجية
- بوب غودت على موقع EliteProspects.com (الإنجليزية)
- بوب غودت على موقع HockeyDB.com (الإنجليزية)